# 프리드리히스루

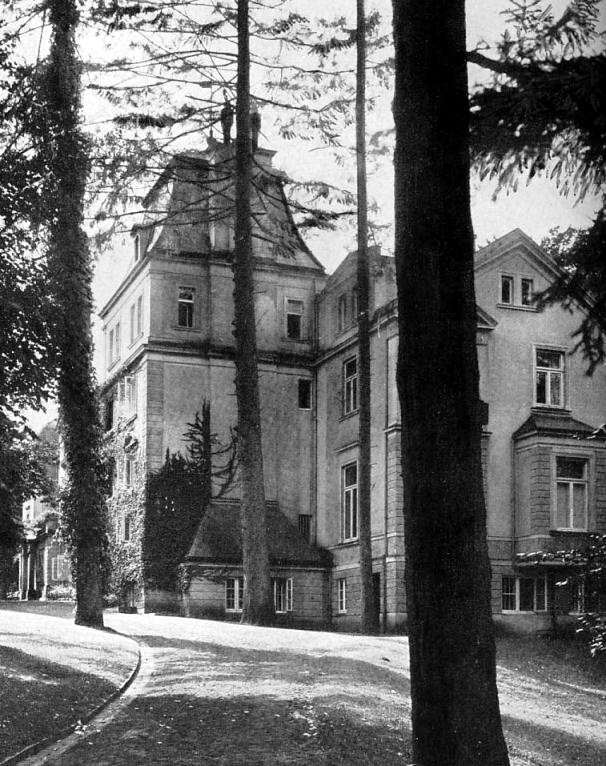
1915년의 프리드리히스루

프리드리히스루(독일어: Friedrichsruh)는 독일 슐레스비히홀슈타인주의 헤르조그툼 라우엔부르크 구 아우뮐레 자치구에 있는 구이다.